# Józef Brodowski (starszy)

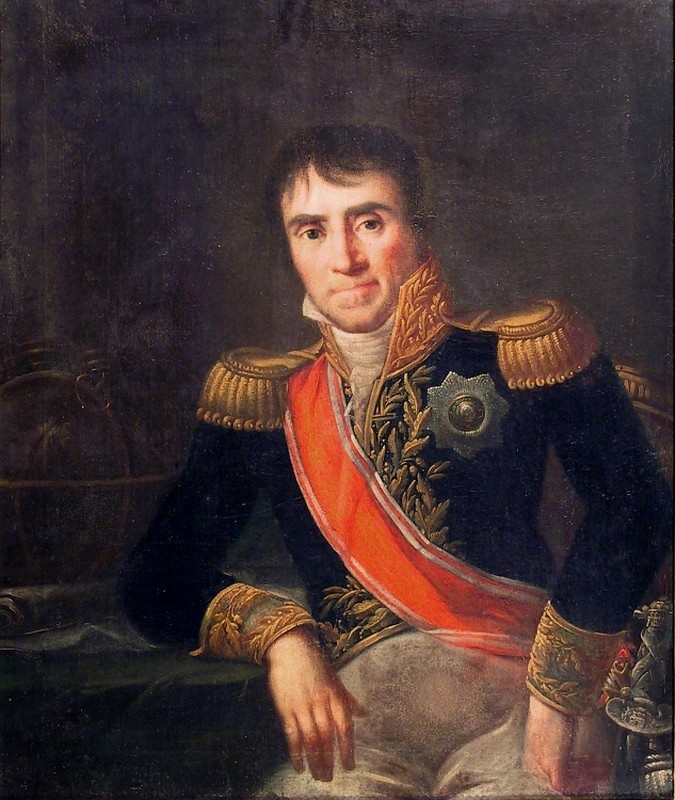
Portret Stanisława Wodzickiego, 1817

Józef Brodowski (starszy) (ur. w 1772 w Warszawie, zm. w 1853 w Krakowie) – polski malarz, przedstawiciel klasycyzmu w malarstwie.
Dzięki poparciu księżnej Izabeli Czartoryskiej podjął studia artystyczne w Wiedniu u Josefa Abela i Jana Chrzciciela Lampiego. Od 1805 przebywał w Łańcucie, gdzie malował portrety i sceny z przedstawień teatralnych. W 1811 roku został mianowany nauczycielem rysunków w gimnazjum św. Anny w Krakowie, a następnie profesorem tamtejszej szkoły malarstwa.
Malował obrazy: historyczne, rodzajowe, religijne oraz portrety.

## Prace
- Wzięcie Kościuszki do niewoli pod Maciejowicami
- Ułani polscy pod Sommo-Sierrą
- Tadeusz Kościuszko w Krakowie w r. 1794
- Przedstawienie Krakusów Napoleonowi pod Dreznem
- Sypanie mogiły Kościuszki
- Uczta ludowa na Skałce w dzień św. Stanisława
- Sąd ostateczny
- Chrystus przemawiający do św. Piotra.

Był członkiem czynnym loży wolnomularskiej Przesąd Zwyciężony.